# Ікеноуе Суніті
Суніті Ікеноуе (яп. 池ノ上 俊一, нар. 16 лютого 1967, Префектура Каґосіма) — японський футболіст, що грав на позиції півзахисника.
Виступав, зокрема, за клуби «Мацусіта Електрик» та «АНА».

## Ігрова кар'єра
У дорослому футболі дебютував 1989 року виступами за команду клубу «Мацусіта Електрик», в якій провів один сезон, взявши участь у 14 матчах чемпіонату. 
Своєю грою за цю команду привернув увагу представників тренерського штабу клубу «АНА», до складу якого приєднався 1990 року. Відіграв за команду з міста Йокогами наступні два сезони своєї ігрової кар'єри.
Згодом 1993 року грав у складі команди «Йокогама Флюгелс»
Завершив професійну ігрову кар'єру у клубі «Тосу Фьючерс» (до 1995 — «Пі-Джи-Ем Фьючез»), за команду якого виступав протягом 1994—1995 років.